# Informationssystem
Ein Informationssystem (kurz IS, auch Informations- und Kommunikationssystem, kurz IuK-System) ist ein soziotechnisches System, das die Deckung von Informationsnachfrage zur Aufgabe hat. Es handelt sich um ein Mensch-/Aufgabe-/Technik-System, das Daten (bzw. Informationen) produziert, beschafft, verteilt und verarbeitet. Angrenzende Themenfelder sind die Informationsinfrastruktur und die Informationsfunktion.
Daneben bezeichnet Informationssystem im allgemeineren Sinne ein „System von Informationen“, die in einem wechselseitigen Zusammenhang stehen und auf eine bestimmte Art organisiert sind. Insbesondere Wissen ist ein solches System aus Informationen.
Die Begriffe Informationssystem und Anwendungssystem werden häufig synonym verwendet. Dabei wird Informationssystem im engeren Sinne („und so wird es i. d. R. verstanden“) als computergestütztes Anwendungssystem verstanden. Es ist jedoch wichtig zu verstehen, dass ein Anwendungssystem mit Anwendungssoftware und Datenbanken nur Teil eines Informationssystems ist.

## Definitionen
Betriebswirtschaftslehre

„Summe aller geregelten betriebsinternen und -externen Informationsverbindungen sowie deren technische und organisatorische Einrichtung zur Informationsgewinnung und -verarbeitung. Das Informationssystem ist der formale Teil des gesamten betrieblichen Kommunikationssystems.“

Diese Definition stellt vor allem die Informationsgewinnung und -verarbeitung in den Mittelpunkt.
Wirtschaftsinformatik

„Informationssysteme sind Mensch/Aufgabe/Technik-Systeme, kurz gesagt MAT-Systeme.“

Die Definition eines Informationssystems als Mensch/Aufgabe/Technik-System ist grundlegend und soll daher im Folgenden erläutert werden.

„Abk. für Informations- und Kommunikationssystem, die insbes. dann verwendet wird, wenn (was häufig der Fall ist) der Informationszweck […] im Vordergrund steht und Kommunikation Mittel zum Zweck ist.“

In allen drei Definitionen wird beschrieben, dass ein Informationssystem mit seiner Umwelt interagiert. Es interagiert auch mit anderen Informationssystemen, so dass diese voneinander abhängig sind und zusammenwirken. Man bezeichnet diese interdependente Gesamtheit als Informationsinfrastruktur.

## Mensch/Aufgabe/Technik-System

Schematische Darstellung eines MAT-Systems

Ein Mensch/Aufgabe/Technik-System (MAT)-System ist ein Beziehungsgefüge, welches als „offen, dynamisch, komplex, kompliziert und soziotechnisch“ charakterisiert ist. Das System besteht aus drei Elementen, die dieses Beziehungsgefüge durch ihre Zusammenarbeit und Interaktion festlegen:
Mensch
Der Mensch ist der Anwender (beispielsweise in einem Betrieb), der als Aufgabenträger verschiedene Aufgaben mit dem System erfüllen möchte. Auf ihn und seine Bedürfnisse sollte das System angepasst werden. Die Entwickler und Planer eines Informationssystems sind ebenfalls unter dem Strukturelement Mensch einzuordnen, da auch sie mit dem System in einer wechselseitigen Beziehung stehen.
Systeme, die sich hauptsächlich mit der individuellen Ebene beschäftigen, heißen benutzerzentrierte Informationssysteme. Diese zeichnen sich hauptsächlich dadurch aus, dass sie mit Hilfe einer benutzerzentrierten Systementwicklung erstellt wurden. Das System beachtet dadurch Elemente wie Benutzerrollen, Benutzermodelle und Benutzerprofile, durch welche die Benutzer einbezogen und nach ihrem Verhalten, ihren Aufgaben und ihren Rechten im System beispielsweise in Persona kategorisiert werden können. Benutzer besitzen relevante Merkmale und Fähigkeiten, die sie in der Interaktion mit dem System klar unterscheidbar machen. Auch wird das Benutzerverhalten systematisch betrachtet, vor allem das Interaktionsverhalten der Benutzer, also die Art, wie diese mit dem System kommunizieren, und das Informationsverhalten, d. h. die stereotypischen Handlungen bei der Informationssuche, -verteilung und -verarbeitung. Bei der benutzerzentrierten Systementwicklung erfolgt somit zunächst eine Benutzeranalyse, dann ein benutzerzentrierter Entwurf und in der Ex-Post-Betrachtung eine Überprüfung der Benutzbarkeit. Diese Entwicklungsmethode wird häufig bei für Endbenutzer angepassten Systemen angewendet und stellt hohe Anforderungen sowohl an die menschliche als auch die technische Komponente bei der Entwicklung eines Systems, das zur Aufgabenlösung beiträgt.
Aufgabe
Die Aufgabe ist das Problem, das mit dem System gelöst werden soll. Sie besteht zumeist aus betrieblichen Handlungszielen sowie Systementwicklungsaufgaben bei der Entwicklung von Informationssystemen oder auch aus Problemen privater Haushalte. Aus der Aufgabe definiert sich auch das Ziel oder auch die funktionale Anforderung bei der Entwicklung des Informationssystems. Es soll durch Informationsproduktion und -weitergabe die Informationsnachfrage gedeckt werden, die ausreichend ist für den Informationsbedarf, den die zu lösende Aufgabe aufwirft. Dies soll so effektiv wie möglich, nach wirtschaftlichen Kenngrößen, wie „Produktivität, Wirtschaftlichkeit oder Qualität“ geschehen.
Informationssysteme, die sich vor allem diesem Element widmen, nennt man aufgabenzentrierte Informationssysteme. Diese Systeme sind am weitesten verbreitet und haben durch ihre Häufigkeit eine große Bedeutung in der wissenschaftlichen Betrachtung. Hierbei sind vor allem Untersuchungsmodelle wichtig, die zeigen, wie verschiedene Struktureinheiten einer Organisation kooperativ eine Aufgabe lösen oder wie in betrieblichen Informationssystemen die Informationen effizient verarbeitet werden. Hierfür wurden Referenzmodelle entwickelt, die immer andere Aspekte der Aufgabe in den Mittelpunkt der Untersuchung stellen. Sie stellen Bezugspunkte für die Entwicklung weiterer unternehmensspezifischer Modelle dar. Ein weiteres Hauptaugenmerk liegt auf den Funktionen und Prozessen, die dem Aufgabenträger bei der Aufgabenerfüllung helfen. Diese zeigen verallgemeinert die verschiedenen Schritte, die Daten, Informationen oder Produkte in einem System nacheinander absolvieren müssen und wie diese in Beziehung zueinander stehen. Genauere Beispiele lassen sich der unten erwähnten Typisierung von betrieblichen Informationssystemen entnehmen.
Technik
Diese besteht aus der Soft- und Hardware des Systems, deren Zweck in der Erfüllung verschiedener Verarbeitung-, Verteilungs- und Speicherungsprozessen liegt. Diese werden zum einen zur Aufgabenerfüllung genutzt, andererseits auch zur Entwicklung eines Systems.
Systeme, bei denen die Technik im Vordergrund steht, heißen technikzentrierte Informationssysteme. Dazu wird beispielsweise die Systemarchitektur und deren technische Komponenten untersucht. Hierbei werden die Informations- und Kommunikationstechnik sowie die Systementwicklungs- und Einführungsmethoden – wie beispielsweise spezielle Programmiertechniken – ins Zentrum des Untersuchungsinteresses gerückt. Bei der Entwicklung der benötigten Technik muss darauf geachtet werden, dass durch eine rein kommunikative Interaktion mit der Technik nicht automatisch Informationen generiert werden können. Hierfür muss Mehrwert durch die Technik erzeugt werden; beispielsweise müssen in einer Software verschiedene Grafiken klar erkennbare Bedeutungen haben.

### Arbeitstechniken (Methoden und Werkzeuge)
Arbeitstechniken vermitteln zwischen diesen drei Ebenen und versuchen, die verschiedenen Beziehungen zu verstehen und zu optimieren. Hier existieren beispielsweise in der Informatik oder den Sozialwissenschaften verschiedene Konzepte, Modelle, Prinzipien und Strategien zur Gestaltung und Nutzung von Informationssystemen und Informationsinfrastrukturen.
Es existieren bisher nur Modelle, welche die Konkurrenz zwischen Aufgaben und Technik betrachten (Task-Technology-Fit-Modelle). Bei diesen wird erwartet, dass jeder, der eine bestimmte Aufgabe löst die dafür am besten geeignete Technik nutzen möchte und folglich auch wählt. Hier fehlt allerdings zumeist der Faktor Mensch. Ein Modell (Human-Task-Technology-Fit-Modell), welches die Kongruenz aller Elemente betrachtet, existiert bis heute nicht.
Die Definition des MAT-Systems beinhaltet gleichzeitig die umfassende Betrachtung aller drei Elemente und setzt auf ein funktionales und kommunikationsfehlerloses Zusammenwirken dieser. Die Wirtschaftsinformatik versucht als einzige wissenschaftliche Disziplin, ein ganzheitliches Verständnis für diese Funktionalität zu entwickeln, während in den Sozialwissenschaften, der Betriebswirtschaft und der Informatik zumeist nur die verschiedene Untermodelle und -systeme untersucht werden.
Diese Untersysteme, die sich nur mit Teilaspekten des Systems beschäftigen, sind beispielsweise ein Benutzersystem (Mensch/Technik- und Mensch/Aufgabe-Beziehung), ein Aufgabensystem (Aufgabe/Mensch- und Aufgabe/Technik-Beziehung) und ein Techniksystem (Technik/Mensch- und Technik/Aufgabe-Beziehung).

### Schalenmodell für MAT-Systeme

Schematische Darstellung des Schalenmodells nach Teubner

Ein weiterer nennenswerter Ansatz, der zu einem besseren Verständnis von MAT-Systemen beitragen kann, ist das Schalenmodell von Teubner, welches das Hauptaugenmerk auf den soziotechnischen Anteil des Systems legt, im Gegensatz zu Heinrichs u. a. Ansicht, welche sich neben der allgemeinen Darstellung auch durch die eingearbeiteten Arbeitstechniken und Methoden auf die wissenschaftliche Untersuchung des Systems konzentriert. Das Grundziel des Systems, die Unterstützung betrieblicher Aufgaben, taucht in Teubners Schema nicht als einzelnes physisches Objekt auf, wodurch es zunächst wie die Darstellung eines Mensch-Technik-Systems wirkt, sondern liegt ideell im Hintergrund. Grafisch wird die Aufgabe durch den Begriff des Anwendungssystems realisiert und liegt im Wert, der Lösung eines betrieblichen Problems, welcher durch das allgemeine Zusammenspiel von Mensch und Technik mit vorgegebener Aufgabe entsteht. Die Technik ist währenddessen aufgeteilt in Anwendungssoftware und Basissoftware, zusammengefasst als Softwaresystem und in Rechner, bzw. sonstige technische Einrichtungen, zusammengefasst als Hardwaresystem in der untersten Schale.
Die menschliche Ebene bildet die äußere Schale, die übergreifend hauptsächlich über der Software, aber auch über der Hardware steht und somit auch über der Aufgaben- und Anwendungsdimension angeordnet ist. Durch ihr Umschließen der anderen Schalen wird die Vollständigkeit und die Interaktion des Informationssystems definiert. Der Mensch greift auf alle Ebenen des Systems zu.
Arbeitstechniken und Methoden, wie sie in der ersten Ansicht mitdefiniert wurden, fallen hier weg, da die Aussagen zur Gestaltung und Struktur des Systems hier nur durch die Darstellung in verschiedenen Schalen getroffen wird. Ähnlich ist die Aufgabe nur als ideelles Hauptziel, das mit dem System erreicht werden soll, in den Hintergrund getreten. Auch sind die Interaktionen innerhalb des Systems nur durch das Überlappen der Oberschalen abgebildet und nicht durch klare Pfeile, wie bei Heinrich u. a.
Beide Modelle betrachten das MAT-System somit auf eine unterschiedliche Weise, wobei das erste Modell insbesondere in Bezug auf die vollständige, greifbare Abbildung aller MAT-Segmente als die bessere Darstellung vorgezogen werden sollte. Teubners Schalenmodell hebt nur das Übergreifen der einzelnen Elemente auf die untergeordneten Segmente deutlicher hervor.
Diese variable Aufteilung und vielfältige Modellierung zeigt die zu Beginn von Heinrich u. a. angesprochene Dynamik und Offenheit des MAT-Systems, wodurch es als Grundlage jedes Informationssystems angesehen werden kann.

## Typisierung

### Anhand der MAT-Systemelemente
Mensch
Hier kann eine Typisierung nach Benutzern bzw. Benutzertypen erfolgen. Dabei tragen die Systemtypen bestimmte Benutzergruppen im Namen. Beispiele sind Endbenutzersysteme oder Führungsinformationssysteme. Da jedoch noch keine Systematik für benutzerzentrierte Informationssysteme entwickelt wurde, besteht hier noch viel Forschungsbedarf. Ein Ansatz zur Typisierung wäre, die Eigenschaft der Benutzer selbst oder die Eigenschaften des Benutzungskontextes zu nutzen. Dabei wären Benutzereigenschaften Alter, Geschlecht oder Qualifikation bzw. Erfahrung mit dem Umgang mit Informations- und Kommunikationstechniken. Kontexteigenschaften wären etwa die Nutzungshäufigkeit und Nutzungsdauer sowie der Nutzungsort.
Aufgabe
Eine Typisierung erfolgt durch die Merkmale Aufgabenphase, Aufgabentyp, Aufgabenreichweite und Betriebstyp. Diese Merkmale lassen sich wiederum aufteilen.
Zur Aufgabenphase gehören dabei die Entwicklungsaufgaben und Nutzungsaufgaben. Bei den Entwicklungsaufgaben werden einzelne Aufgaben der Systementwicklung als Gliederungsmerkmal genutzt. Dabei sind diese immer Ausführungsaufgaben. Nutzungsaufgaben rücken vor allem einen Systemeinsatz in den Vordergrund. Dabei konkretisieren sie Führungs- und Ausführungsaufgaben.
Die Aufgabentypen können sich aufteilen in die Ausführungsaufgaben und Führungsaufgaben. Bei den Ausführungsaufgaben unterscheidet man zwischen Informationssystemen mit administrativen und dispositiven Aufgaben in den betrieblichen Funktionsbereichen. Das Typisierungsmerkmal Führungsaufgabe beinhaltet dabei vor allem Planungs- und Kontrollsysteme.
Die genannten Systemtypen können weiterhin in unterschiedliche Aufgabenreichweiten aufgeteilt werden. Dabei sind folgende Unterscheidungen möglich:
- Individualaufgaben vs. Gruppenaufgaben
- Funktionsbezogene vs. übergreifende Aufgaben
- Intra- vs. interorganisatorische Aufgaben
- Sektorenspezifische vs. übergreifende Aufgaben
- Einzel- vs. gesamtwirtschaftliche Aufgaben

Als letztes ist das Typisierungsmerkmal Betriebstyp zu nennen, welches sich aufteilt in Aufgaben in Wirtschaftsbetrieben und Aufgaben in Verwaltungsbetrieben.
Technik

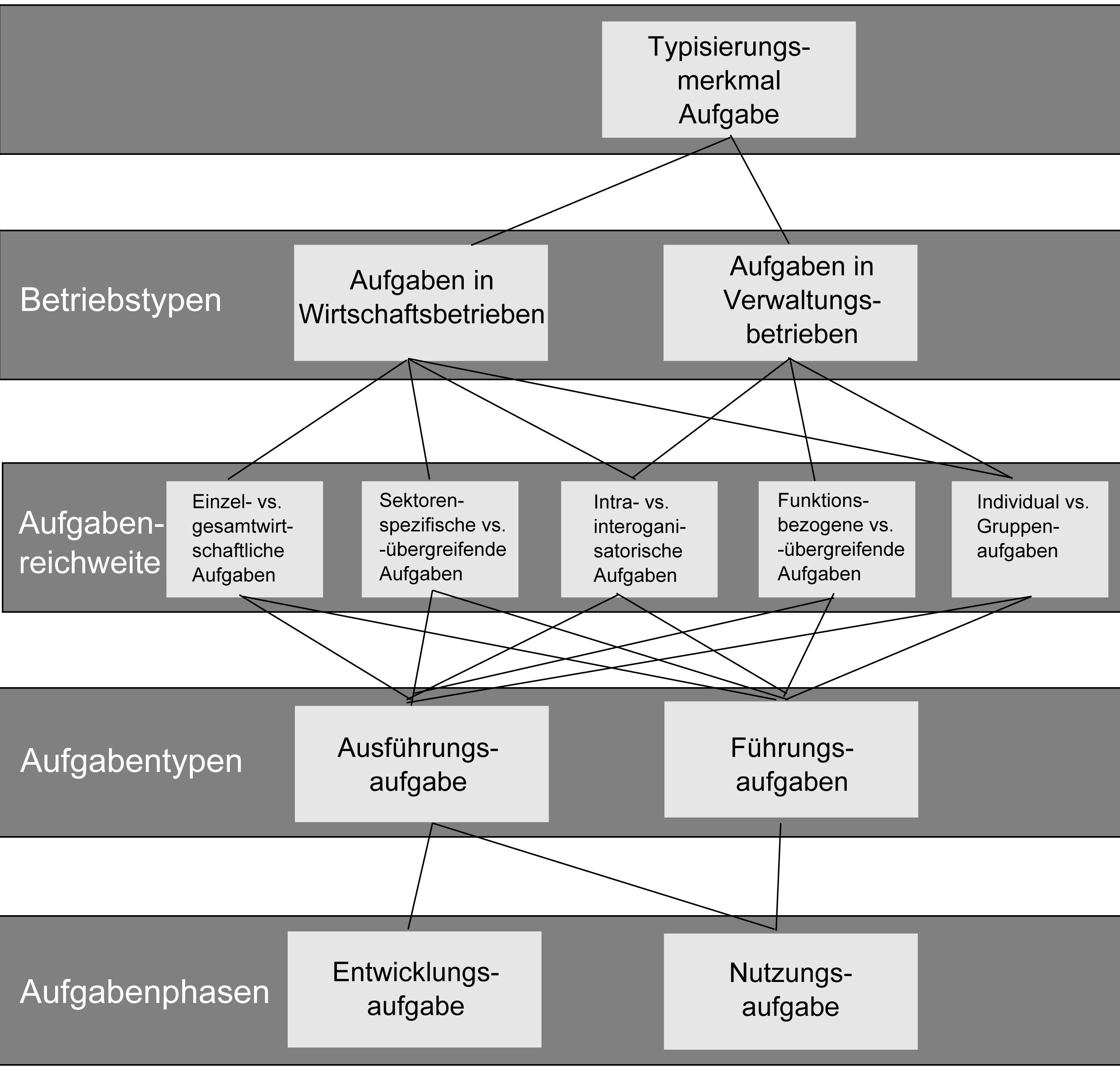
Typisierung des Systemelements Aufgabe und deren Abhängigkeiten

Die Typisierung erfolgt hier auf Basis der von Heinrich u. a. entwickelten Systematik der Technikinfrastruktur. Diese Systematik unterscheidet zwischen Techniktypen, so z. B. Ein- und Ausgabetechnik, Verarbeitungstechnik, Programmiertechnik, Speichertechnik, Netz- und Transporttechnik oder Schutztechnik.
Beispiele hierfür sind:
- Berührungssensitive Bildschirme als Eingabetechnik für mobile Informationssysteme
- Sprache als Verarbeitungstechnik in Navigationssystemen oder automatischen Telefonassistenten
- RFID-Tags als Speichertechnik zur Verfolgung mobiler Objekte
- Objektorientierte Programmierung als Programmiertechnik

Eine technikzentrierte Typisierung ist in der Literatur eher selten anzutreffen. Daraus kann man schließen, dass die zu unterstützende Aufgaben oder der Benutzer wichtiger sind oder aber, dass die konkrete Informations- und Kommunikationstechnik benannt und nicht typisiert werden soll. Es ist auch möglich, dass konkrete Techniken mehrere Techniktypen beinhalten. Beispiele wären Workflow-Management-Systeme, bei denen eine Kombination von Transport- und Speichertechnik vorliegt oder wissensbasierte Systeme, die Verarbeitungstechnik und regelbasierte Programmiertechnik kombinieren.

### Anhand Phasen im Informationsverhalten
Ein Informationssystem versucht, die Informationsnachfrage für die Erfüllung betrieblicher Aufgaben zu decken. Dabei spielt der Informationsbeschaffungsprozess eine wichtige Rolle. Im Folgenden wird eine Typisierung anhand der Phasen dieses Prozesses vorgenommen und damit das Informationsverhalten der Benutzer typisiert.
Informationswahrnehmung
Diese Phase setzt ihren Fokus auf das Aufspüren und die Identifikation von Informationen. Dabei ist die Aktivierung des Aufgabenträgers erforderlich, der eine betriebliche Aufgabe erfüllen will und daher verfügbares Material sichtet und nach seinem Informationsgehalt bewertet. Dabei ist etwa ein Business-Intelligence-System zu nennen, welches diese Phase unterstützt.
Informationssammlung
Nimmt der Aufgabenträger eine Information als zweckorientiert wahr, dann sollte diese auf elektronischen sowie nicht-elektronischen Speichermedien gesammelt werden. Dies hat zur Folge, dass nicht alle Informationen ihren Weg in computergestützte Informationssysteme finden.
Informationsstrukturierung und -organisation
Um Informationen aus der Phase der Informationssammlung zu bewältigen, ist es notwendig, dass diese Informationsbestände strukturiert, klassifiziert, indiziert und verknüpft werden. Dadurch können diese Daten auch Dritten zugänglich gemacht werden. Beispielhaft sind hier Datenbanken oder Archivierungssysteme zu nennen, die eine solche Aufgabe bewältigen können.
Informationsproduktion
Um wahrgenommene, gesammelte und strukturierte Informationen anderen Aufgabenträgern zur Verfügung zu stellen, bedarf es Techniken der Informationsproduktion. Da andere Aufgabenträger die Informationen nur als Daten betrachten, muss eine gezielte Konversion von Daten in Information stattfinden, um das Wiederauffinden von Informationen sicherzustellen. Dies geschieht in dieser Phase.
Informationspflege
Diese Phase zeichnet sich durch die Aktualisierung und Dokumentation der Daten und verfügbaren Informationen zum Zweck der zukünftigen Informationsproduktion aus. Verfahren für die Datenpflege und Datenbereinigung nennt man Dokumentenmanagement- oder Archivierungssysteme.

### Anhand der Arten von Informationssystemen

#### Betriebliches Informationssystem
Leistungsprozesse und Austauschbeziehungen innerhalb eines Betriebes oder auch von Betrieben untereinander werden von einem sogenannten betrieblichen Informationssystem unterstützt. Beim Management dieser betrieblichen Informationssysteme unterstützen Enterprise Architecture Frameworks (EAF). Es existieren über fünfzig EAF, die mit ihren Konzepten Vorgehensmodelle und Architektur-Referenzmodelle (Ordnungsrahmen) anführen. Spezielle Unternehmensausprägungen und damit spezielle Informationssystemstrukturen werden wiederum durch spezielle EAF berücksichtigt. Als ein Beispiel hierfür und damit für Betriebe untereinander kann ein Virtual Enterprise genannt werden: temporäre Partnerschaft zur Erfüllung eines gemeinsamen Geschäftszwecks (bspw. bei großen Bauprojekten). Die besonderen Anforderungen eines solchen Informationssystems finden sich bspw. im Virtual Enterprise Reference Architecture and Methodology (VERAM) wieder.

#### Rechnergestütztes Informationssystem

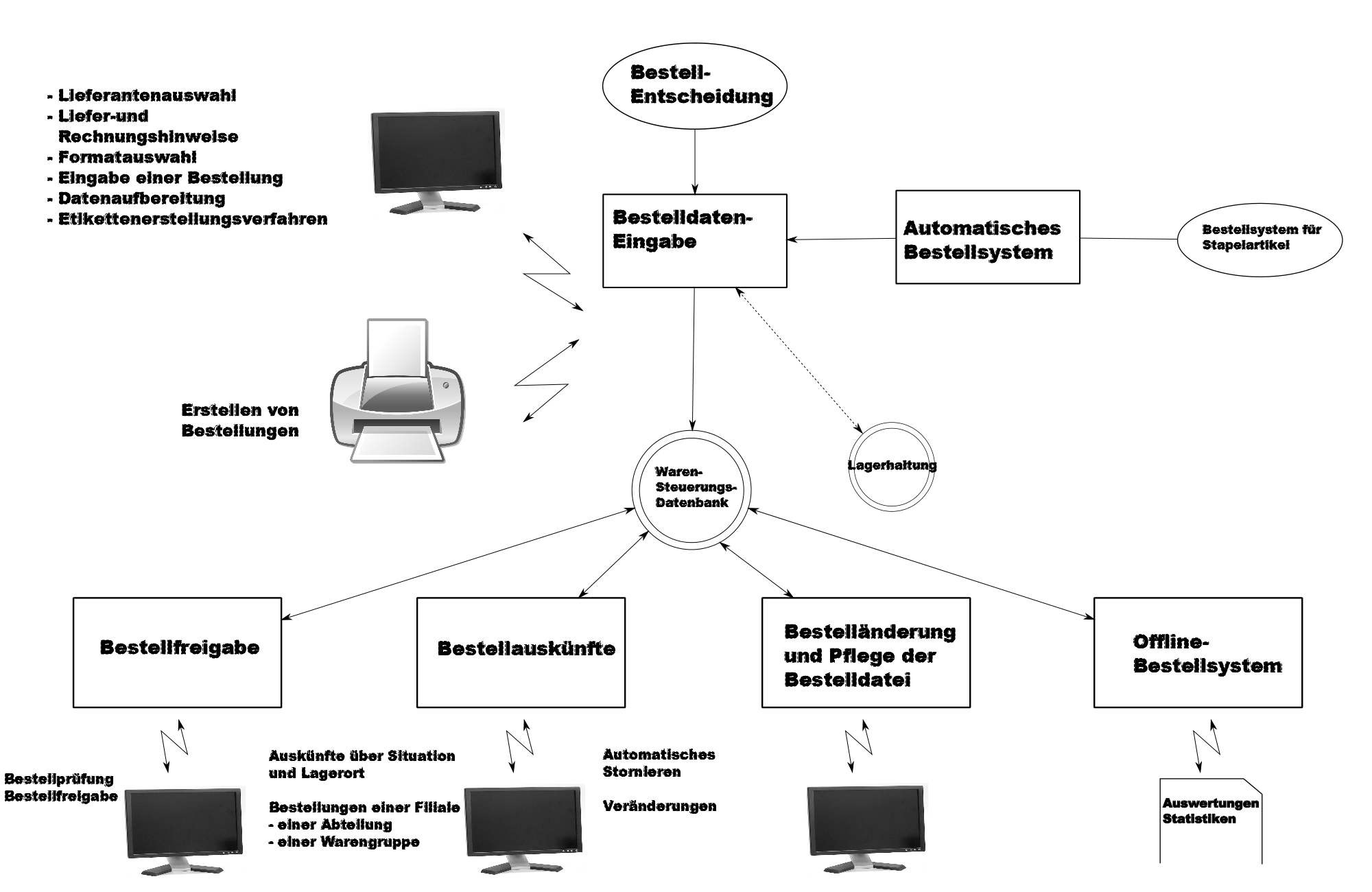
Beispiel eines rechnergestützten Informationssystems

Ein System, das mit Hilfe von Informationstechnik die Verarbeitung, Speicherung, Erfassung und/oder Transformation von Daten und Informationen (teilweise) automatisiert, nennt man rechnergestütztes Informationssystem.
Insgesamt umfasst es aber nur Teile des gesamtbetrieblichen Informationssystems.

#### Interne Informationssysteme
Nach der Integrationsrichtung
- Horizontal integriertes Informationssystem

Wenn in einem Prozess mehrere Teilsysteme auf einer Ebene agieren, um eine Leistung zu erstellen, gibt es ein horizontales Informationssystem, welches diese verbindet.
- Vertikal integriertes Informationssystem

Ähnlich wie das horizontal integrierte verbindet auch das vertikal integrierte Informationssystem Teilsysteme. Jedoch handelt es sich in diesem Fall um Teilsysteme, die auf verschiedenen Stufen ihre Funktionen ausführen.
Operatives Informationssystem
Datenbanken, die die laufenden Geschäftsvorfälle steuern, können durch Benutzereingaben verändert oder abgefragt werden. Hierbei spricht man von operativen Informationssystemen.
Büroinformationssystem
Ein Büroinformationssystem unterstützt Büromitarbeiter bei typischen Bürotätigkeiten. Hierbei handelt es sich um ein rechnergestütztes Informationssystem, welches die benötigten Informationen erfasst, speichert, transformiert und untereinander austauscht.

#### Außenwirksames Informationssystem
zwischenbetriebliches Informationssystem
Ein zwischenbetriebliches Informationssystem verbindet die Informationssysteme von zwei oder mehr Betrieben. Hierbei wird versucht, die gemeinsame Zusammenarbeit zu verbessern.
Brancheninformationssystem
Das Brancheninformationssystem ist ein gemeinsames Informationssystem für die Betriebe verschiedener Wirtschaftszweige. Es soll die Geschäftsbeziehungen untereinander unterstützten.
Konsumenteninformationssystem
Ein Kundeninformationssystem verbindet Betriebe mit ihren bereits akquirierten oder potenziellen Kunden.

## MAT-Systemkomponenten am Beispiel des fiktiven Online-VersandhausesExample-Versand
Benutzersystem
- Endverbraucher am heimischen PC, der per Online-Formular Waren bestellt
- angestellter Bürokaufmann, der am PC Bestellvorgänge kontrolliert und abwickelt, Rechnungen erstellt, Buchhaltung betreibt
- Lagermitarbeiter, der Waren ordert, verpackt, versendet und dafür mit einer digitalen Lagerhaltungssoftware arbeitet
- Analysten und Programmierer bei Example-Versand, die auf detaillierte Bestell- und Nutzungsprotokolle der Bestell-Webseite zugreifen, das Kundenverhalten analysieren und die Verkaufs-Software daraufhin optimieren
- Manager von Example-Versand, der mit einem Führungsinformationssystem Einblick in und Kontrolle über alle Bereiche ausübt

Aufgabensystem
- Abwicklung von Bestell- und Versandvorgängen
- Einkauf von Waren, wenn der Lagerbestand ein festgelegtes Minimum unterschreitet
- Rechnungswesen
- evtl. Preisfestlegung anhand der Nachfrage und der noch vorhandenen Lagermenge

Techniksystem
- Linux-Webserver für die Website von Example-Versand bei einem Dienstleister für Serverhosting
- Desktop-Rechner im Bürogebäude von Example-Versand

## Anwendungsbereiche
Informationssysteme finden in vielen Gebieten wie Verwaltung, Wirtschaft oder Medizin ihre Anwendung.

### Staatliche Verwaltung
Die Polizei nutzt ein Informationssystem zur Unterstützung von Fahndungs- und Ermittlungsarbeiten (INPOL). Diese speichert sämtliche Informationen von Personen und Gegenständen. Auf Anfrage eines Polizeibeamten können diese Informationen beliebig abgerufen werden. Auch das Militär nutzt Informationssysteme, wie etwa das Führungs-Informationssystem FüInfoSys der Bundeswehr oder das TBMCS (englisch Theater Battle Management Core Systems) zur Koordinierung von Einsätzen der US-Luftwaffe.
Für Schulen und Bildungseinrichtungen existieren verschiedene proprietäre und offene Informationssysteme, zum Teil mit Integration entsprechender Learning-Management-Systeme (LMS).

### Medizin
Die hohe Relevanz von Informationssystemen im Gesundheitswesen zeigt sich deutlich in der Verwaltung von Stammdaten, Patientendaten und Falldaten. Diese bilden das Fundament für die Verarbeitung von Informationen innerhalb medizinischer Einrichtungen und sind unabdingbar für deren reibungslosen Betrieb. Ebenso ermöglichen diese Systeme die Implementierung und das Management elektronischer Patientenakten. Dies illustriert, wie Informationstechnologie die moderne Medizin und Patientenversorgung bereichert und erleichtert.
Es gibt noch viele weitere Informationssysteme, die uns in unserem Alltag begleiten. Einige Beispiele: Websuchmaschinen, Navigationssysteme, Kassensysteme, Geldautomaten usw.

## Qualitative Kennzeichen eines Informationssystems
Aufgabe eines Informationssystems ist es, den Anwender mit Informationen zu versorgen. Ein wichtiges Merkmal eines qualitativ hochwertigen Informationssystems ist dessen Effizienz. Ein Informationssystem ist genau dann effizienter als ein anderes, wenn es
- im gleichen Zeitraum mehr Informationen zur Verfügung stellt oder
- die gleiche Menge an Informationen schneller zur Verfügung stellt.

Neben der Beschaffung von Informationen hat ein Informationssystem auch die Aufgabe, Informationen zu bearbeiten. Es kommt also nicht nur auf die reine Menge an Informationen an, sondern auch auf deren Qualität. So kann ein zu großer Umfang an gelieferten Informationen zu Informationsüberlastung oder zu einem Informationsschock und damit zu einer verschlechterten Aufnahme des Anwenders führen.

## Kulturelle Einflüsse
Vor allem im Hinblick auf die ökonomische Gestaltung von Informationssystemen ist es entscheidend, vorhandene kulturelle Differenzen zu überbrücken. Kultur bezieht sich auf Werte, Ziele und Bräuche. Die durch die Globalisierung implizierten Vernetzungen müssen auf die jeweiligen kulturellen Gegebenheiten in verschiedenen Ländern so angepasst werden, dass Missverständnisse vermieden werden und effizientes Agieren möglich ist. So ist es für Unternehmen von großer Bedeutung, sich auf die jeweiligen Landeskulturen einzustellen und dementsprechend die Informationssysteme auszulegen, um effizientes Handeln in wirtschaftlicher und kommunikationstechnischer Sicht zu gewährleisten.